# Manhattan (Kansas)
Manhattan is een plaats (city) in de Amerikaanse staat Kansas, en valt bestuurlijk gezien onder Pottawatomie County en Riley County. De stad staat ook wel bekend als"the little apple"

## Demografie
Bij de volkstelling in 2000 werd het aantal inwoners vastgesteld op 44.831.
In 2006 is het aantal inwoners door het United States Census Bureau geschat op 50.737, een stijging van 5906 (13,2%).

## Geografie
Volgens het United States Census Bureau beslaat de plaats een oppervlakte van
38,9 km², geheel bestaande uit land. Manhattan ligt op ongeveer 309 m boven zeeniveau.

## Plaatsen in de nabije omgeving
De onderstaande figuur toont nabijgelegen plaatsen in een straal van 24 km rond Manhattan.